# Volvo Environment Prize
Der Volvo Environment Prize ist ein jährlich von einer unabhängigen Jury vergebener Preis für Beiträge zum Umweltschutz. Er ist mit einem Preisgeld von 1,5 Millionen Schwedischen Kronen dotiert. Die Preisverleihung findet jeweils im November statt.

## Auswahlprozess
Ein wissenschaftliches Komitee prüft alle eingegangenen Nominierungen und legt der internationalen Preisjury einen Bericht vor. Die Jury empfiehlt dem Vorstand der Volvo Environment Prize Foundation einen oder mehrere Gewinner, die dann die formelle Entscheidung trifft. Die Entscheidung wird im Oktober veröffentlicht und der Preis wird jedes Jahr im November im Rahmen einer Zeremonie in Stockholm verliehen.

## Preisträger
- John V. Krutilla, Allen V. Kneese (1990)
- Paul Crutzen (1991)
- Norman Myers, Peter H. Raven (1992)
- Paul R. Ehrlich, John P. Holdren (1993)
- Gita Sen (1994)
- Gilbert F. White (1995)
- James E. Lovelock (1996)
- Syukuro Manabe, Veerabhadran Ramanathan (1997)
- Malin Falkenmark, David W. Schindler (1998)
- Monkombu Sambasivan Swaminathan (1999)
- José Goldemberg, Amulya K. N. Reddy, Robert H. Williams, Thomas B. Johansson (2000)
- George M. Woodwell (2001)
- Karl-Göran Mäler, Partha Dasgupta (2002)
- Madhav Gadgil, Mohammad Yunus (2003)
- David Satterthwaite, Jaime Lerner, Luisa Molina, Mario J. Molina (2004)
- Kalin Arroyo, Aila Keto (2005)
- Raymond Hilborn, Daniel Pauly, Carl Walters (2006)
- Amory Lovins (2007)
- C. S. Holling (2008)
- Susan Solomon (2009)
- Harold A. Mooney (2010)
- Hans Joachim Schellnhuber (2011)
- Gretchen Daily (2012)
- Qin Dahe (2013)
- Éric Lambin (2014)
- Henning Rodhe (2015)
- Carlos Nobre (2016)
- Rashid Sumaila (2017)
- Xuemei Bai (2018)
- Terry Chapin (2019)
- Claire Kremen (2020)
- Paul Anastas (2021)
- Richard Thompson, Tamara Galloway, Penelope Lindeque (2022)